# Liste der Monuments historiques in Marcenais
Die Liste der Monuments historiques in Marcenais führt die Monuments historiques in der französischen Gemeinde Marcenais auf.

## Liste der Bauwerke
| Bezeichnung                               | Beschreibung                  | Standort | Kennzeichnung | Schutzstatus | Datum | Bild           |
| ----------------------------------------- | ----------------------------- | -------- | ------------- | ------------ | ----- | -------------- |
| Ehemalige Templerkirche, heute Notre-Dame | Erbaut im 12./13. Jahrhundert | (Lage)   | PA00083614    | Inscrit      | 1927  | weitere Bilder |

## Liste der Objekte
| Bezeichnung               | Beschreibung | Standort                        | Kennzeichnung | Schutzstatus | Datum | Bild |
| ------------------------- | ------------ | ------------------------------- | ------------- | ------------ | ----- | ---- |
| Skulptur Madonna mit Kind | Stein        | in der Kirche Notre-Dame (Lage) | PM33001485    | Inscrit      | 1981  |      |